# Antonio Bonfini
Antonio Bonfini (latinsky Antonius Bonfinius) (1427 Patrignone – 1503 Budín) byl italský humanista a básník, který od roku 1486 žil v Budíně jako historik na dvoře uherského krále Matyáše Korvína. Bonfini byl Korvínem pověřen vytvořit kroniku o dějinách Uher. Kniha byla pojmenována Rerum Ungaricarum decades (1497). Toto dílo mělo velký vliv na uherskou humanistickou historiografii. První úplné vydání díla vyšlo v Basileji v roce 1568 zásluhou J. Sambuca.

## Fotogalerie

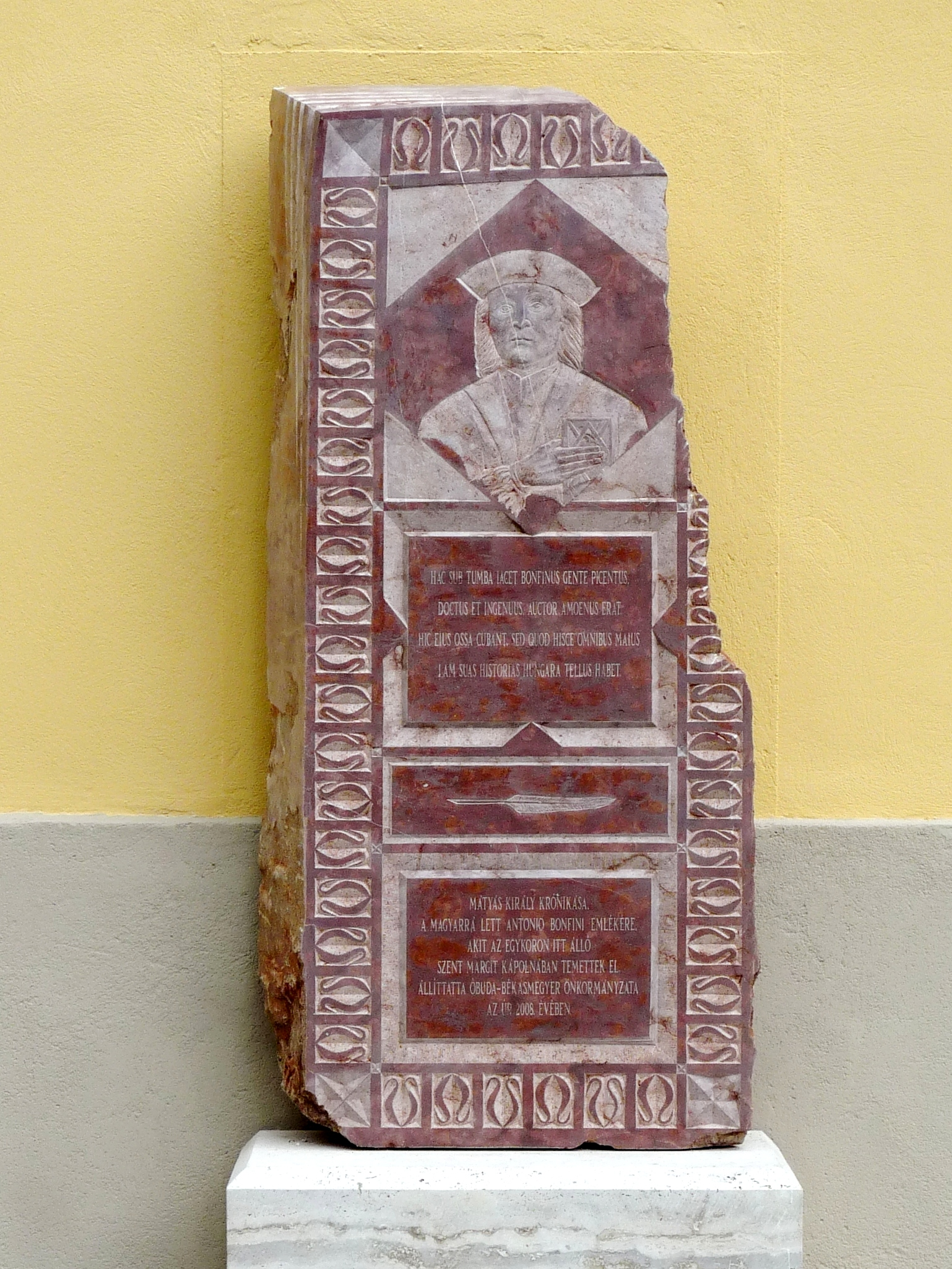
Antonio Bonfini
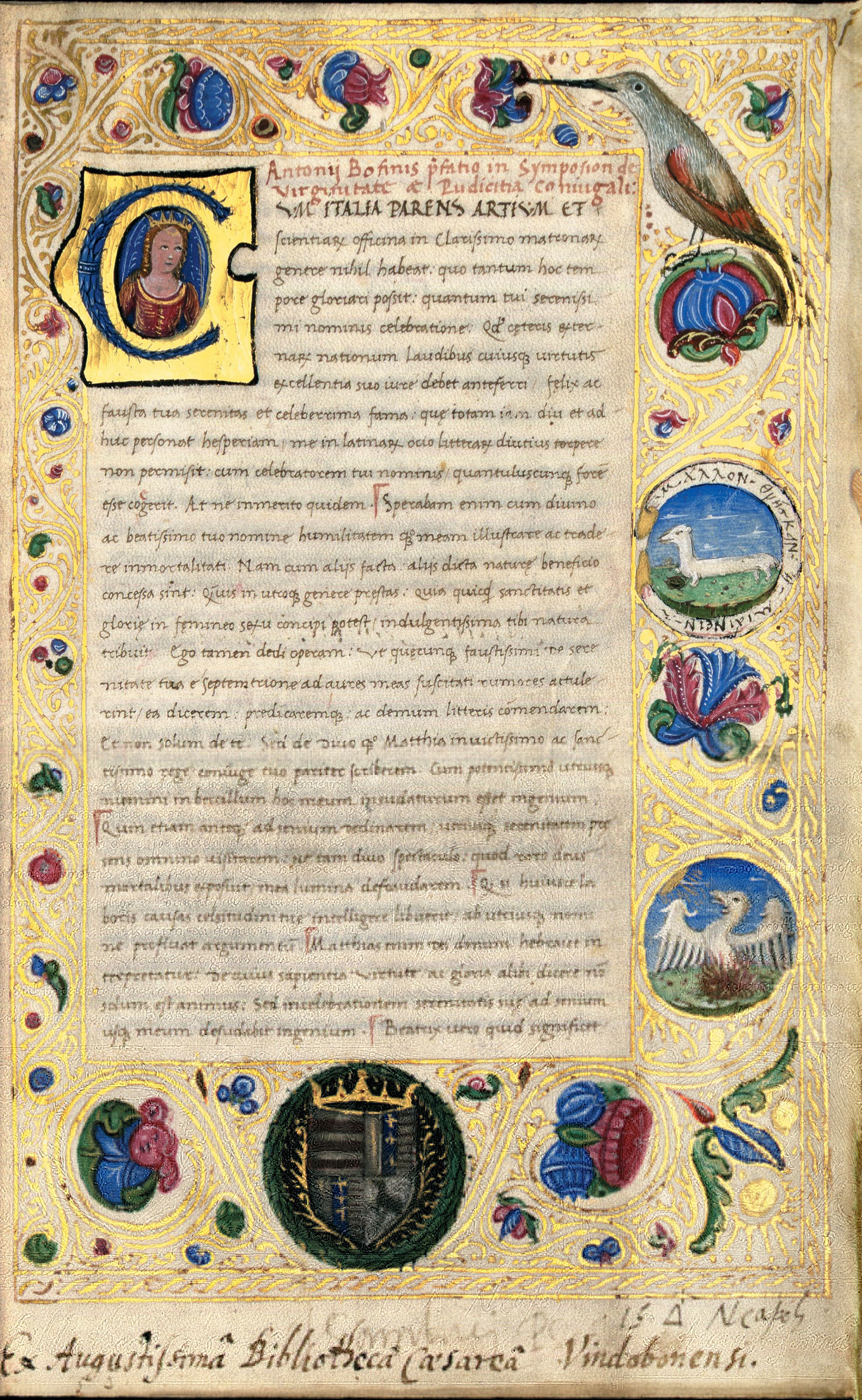
Bonfiniho dílo 'Symposion de Virginitate et Pudicitia Coniugali Coniugali'